# 東美鉄道
東美鉄道（とうみてつどう）は、かつて岐阜県可児郡で鉄道の敷設・運営を行っていた鉄道事業者。
前身は1915年（大正4年）に設立された東濃鉄道（とうのうてつどう）で、同社が建設した軽便鉄道路線の一部国有化が決定した際、対象区間から外れた広見駅 - 御嵩駅間の運営を目的に東濃鉄道・（旧）名古屋鉄道・大同電力の共同出資によって1926年（大正15年）に設立された。設立後は鉄道の電化・改軌を行い八百津方面にも延伸した。
1943年（昭和18年）に名古屋鉄道に合併され、広見線の一部及び八百津線となった。

## 歴史

### 東濃鉄道の設立

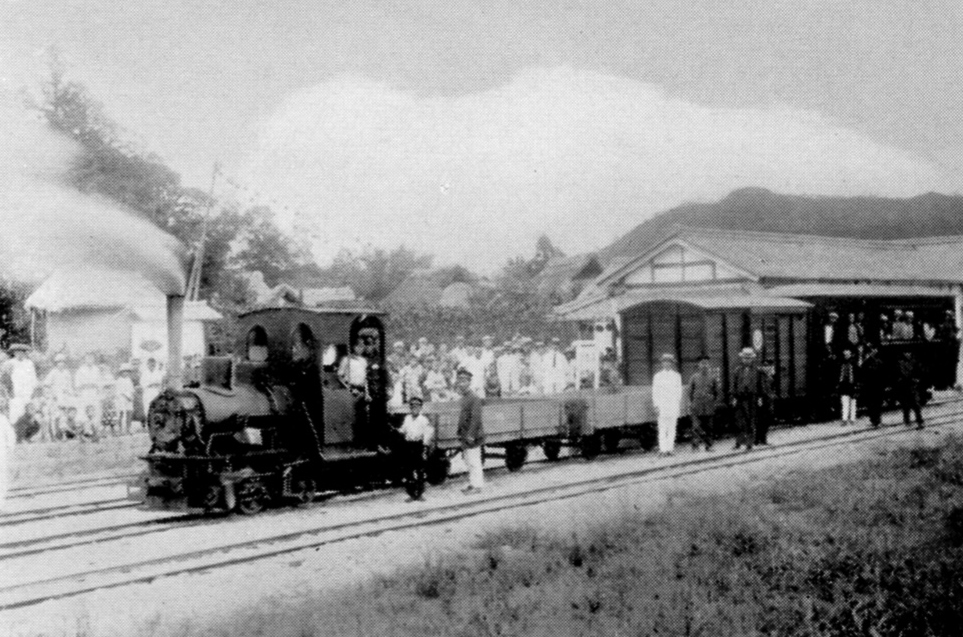
御嵩駅（現・御嵩口駅）での試運転

1900年（明治33年）、後に中央本線（中央西線）となる官設鉄道が名古屋から可児郡豊岡町まで延伸し、同地に多治見駅が開業すると、ルートから外れた可児郡北部では多治見駅とを鉄道で結ぶ計画が持ち上がった。1912年（大正元年）には平井信四郎（地元酒造業者、可児郡上之郷村村長）他、地元有力者が中心となって多治見駅と御嵩とを結ぶ東濃鉄道の鉄道免許申請が行われた。創立趣意要項によれば旅客輸送のほか、御嵩の亜炭、薪、藁、石材の貨物輸送が考えられ、さらに木曽川上流から錦織（八百津）に流れ着く木材の輸送を筏から鉄道に変えることも計画されていた。
申請は同年12月18日に認可されたが、政府が将来多治見 - 太田間に鉄道を敷設する必要が生じた場合、国による会社買収（国有化）を認めることが条件とされた。認可を受け発起人らは早速株の募集を始めたが、同年の天候不良による旱魃や第一次世界大戦勃発に伴う米価や生糸市場の暴落によって募集は捗らなかった。会社は1915年（大正4年）に設立されたが、予定された資本金45万円が集まらないことから35万円に減額し、鉄道の規格も2呎6吋（762mm）の軽便鉄道に変更された。建設工事はまず多治見 - 広見間が1917年（大正6年）から始まり、翌年に竣工、営業が開始された。その後、1918年（大正7年）から広見 - 御嵩間の延長工事が行われ、1920年（大正9年）8月に開業した。
軽便鉄道規格であるため速度が出ず、時には坂で列車が止まり乗客が押すこともあったというが、それでも当時兼山 - 多治見間を運行していた定期馬車よりは速く、利用者の評価は賛否両論であった。建設費を抑えたこともあって営業成績は良好で、1920年（大正9年）以降は株式配当が10%となる会計期間も少なくなかった。

### 東濃鉄道の買収と東美鉄道の設立
高山線・飛越線の建設が進んだことで太多線（太田 - 多治見間）が北陸地方と中央線をつなぐ連絡線として着目されるようになり、東濃鉄道の国有化が現実味を帯びてきた。同社の買収は1926年（大正15年）3月の第51回帝国議会で可決され、買収額は658,069円であった。社長の平井信四郎は同年に開催された株主総会で政府買収の旨を株主に説明して理解を求め、買収対象区間から外れる広見 - 御嵩間の営業を新会社によって続ける決意を表明した。
これと前後して、（旧）名古屋鉄道と大同電力がそれぞれ八百津方面への鉄道建設を計画していた。名古屋鉄道は名古屋電気鉄道時代より犬山 - 太田間の免許を有しており、1925年（大正14年）には今渡線として今渡駅まで開業していた。名鉄は今渡からさらに八百津までの免許申請を1921年（大正10年）6月に行っており、11月には重役の上遠野富之助、跡田直一が東濃鉄道を視察している。一方、木曽川の水利権を持つ大同電力は八百津にダムの建設を計画しており（後の丸山ダム）、その資材を運搬する目的で高山線古井駅と八百津とを結ぶ八百津電気鉄道を1922年（大正11年）9月に出願した。東濃鉄道にとって八百津方面への延伸は設立当初からの構想でもあり、新会社の経営対策として建設が検討されていたが、既に八百津方面への鉄道建設は名鉄・大同二社による競願状態となっていたのである。
鉄道省は東濃鉄道の残存区間について、当初は名鉄に買収を勧めていた。しかし先述した競願状態を鑑みて方針を転換し、東濃・名鉄・大同の関係各社共同出資による新会社の設立を提案した。3社はこれに合意し、広見 - 御嵩間の運営と八百津方面の建設を新会社の下で行う旨の協約を締結した。設立資金は3社がそれぞれ40万円出資することとなったが、東濃鉄道が線路などの設備（評価額20万円）を現物出資したため、合わせて140万円とした。広見町 - 錦津村（八百津）間の免許は新会社が1926年（大正15年）7月に取得し、9月10日の創立総会で社名を東美鉄道とすることが決議された。本社を可児郡中村に置き、社長には東濃鉄道の平井信四郎が選任されたほか、役員には関係各社の面々が選ばれた。
東濃鉄道の国有化は1926年（大正15年）9月25日に実施され、同社は解散した。解散2日前の9月23日に東濃鉄道は東美鉄道へ広見 - 御嵩間の営業権と設備財産を譲渡し、同区間の営業は東美鉄道に委ねられた。

### 東美鉄道の運営から名鉄合併まで

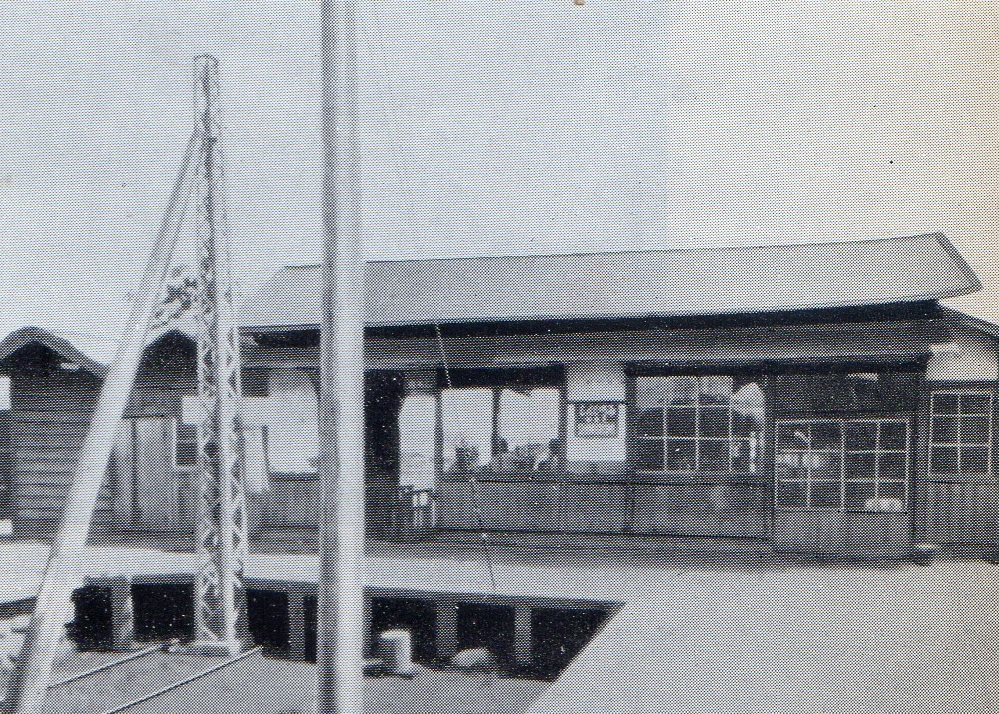
新広見駅

東濃鉄道から営業権を譲り受けた東美鉄道は、輸送効率を上げるため1,067mm軌間への改軌と電化を1928年（昭和3年）10月に実施した。同時に広見駅付近の経路変更が太多線とともに行われ、1929年（昭和4年）1月には名鉄今渡線が広見駅まで延伸して広見線となり、東美鉄道との旅客・貨物の連帯運輸を開始した。電化後は名古屋鉄道から4輪単車（デシ500形、537・538号）を譲り受け、デ1形（1・2号）とした。電力は名古屋鉄道から受電した。新駅の設置にも積極的で、地元から要望のあった前波駅や学校前駅などを新設している。
八百津方面への延伸は1930年（昭和5年）4月に兼山駅まで、同年10月に八百津駅まで竣工した。錦織までの延伸は、大同電力の電源開発が延期されたため中止された。このほか、街の外れにあった御嵩駅を中心部（御嵩町中地内）へ伸ばすための免許を1929年（昭和4年）11月に取得していたが、不況で着工に至らなかった。
東美鉄道の業績は当初バス・トラックの進出と不況で思うように上がらず、年4、5分あった配当も1930年（昭和5年）からは無配当となっていた。しかし日中戦争の勃発で亜炭の需要が高まると成績は好転し、配当も復活した。大同電力の電源開発も丸山ダムこそ延期したものの、沿線には他に兼山ダムがあり、同ダム建設の資材搬入に東美鉄道が活用され、営業利益に繋がっていった。1940年（昭和15年）下半期（10月1日 - 3月31日）の決算では18,540円12銭5厘の営業利益を計上し、株主配当と役員賞与の支給も行われている。
その後、戦時体制の時勢によって東美鉄道は名鉄との合併機運が高まり、1942年（昭和17年）11月に両社の間で合併契約が取り交わされた。両社は元より新広見駅を介して密接な関係にあり、戦時要請による合併に異議はなかった。地元の反応もまた然りで、かつての東濃鉄道国有化と同じく、地域経済の発展に繋がるならば経営主体について特に問題としなかった。合併比率は名鉄株9に対して東美株10とされ、東美鉄道の従業員は現給のまま名鉄に新規採用される形を取った。
1943年（昭和18年）3月に合併が実行され、東美鉄道の鉄道路線は全線が名鉄の東美線となった。東美線は1948年（昭和23年）5月の路線名改定で広見線と統合された。御嵩町中地内への未成線は合併時に土木工事まで進んでいたものの、軌条・電線類が入手できず戦時中に工事を継続できなかった。同区間は1952年（昭和27年）4月1日にようやく完成し、従来の御嵩駅を御嵩口駅に改めた。一方、八百津 - 錦織間の免許線は1943年（昭和18年）8月10日に起業廃止となり、のちに電力会社の手によって専用鉄道として建設された（丸山水力専用鉄道を参照）。

## 年表

### 東濃鉄道
- 1912年（大正元年）12月18日 - 鉄道免許状下付（可児郡豊岡町-同郡中村間）[36]
- 1915年（大正4年）2月20日 - 東濃鉄道株式会社設立（資本金35万円、本社御嵩町、代表取締役平井信四郎）[2][37]
- 1918年（大正7年）12月28日 - 新多治見 - 広見間が開業（軌間762mm）。新多治見駅、小泉停留場、姫停留場、広見駅開業[38]
- 1919年（大正8年）
  - 5月13日 - 大藪口停留場開業[39]
  - 9月13日 - 小泉停留場を駅に格上げ認可
- 1920年（大正9年）
  - 2月15日 - 根本停留場開業[40]
  - 8月21日 - 広見 - 御嵩間を開業。伏見口駅、御嵩駅開業[41]
- 1921年（大正10年）12月11日 - 大藪口停留場を駅に格上げ
- 1926年（大正15年）
  - 9月23日 - 東美鉄道へ広見 - 御嵩間を譲渡[42]
  - 9月25日 - 新多治見 - 広見間が国有化され、鉄道省太多線となる[43]

### 東美鉄道
- 1926年（大正15年）
  - 7月22日 - 鉄道免許状下付（可児郡広見町-同郡錦津村間）[44]
  - 9月10日 - 東美鉄道株式会社設立（資本金140万円、本社可児郡中村、代表取締役平井信四郎）[45][46][47]
  - 9月23日 - 東濃鉄道より広見 - 御嵩間を譲受[42]
- 1928年（昭和3年）
  - 10月1日 - 全線を1,067mm軌間に改軌電化[45][48]。国鉄広見（現在の可児）駅の移転に伴い、広見 - 伏見口（現在の明智）間の線路を移設。広見 - 伏見口間に前波駅、伏見口 - 御嵩間に顔戸駅開業
  - 12月7日 - 前波 - 伏見口間に学校前駅開業
- 1929年（昭和4年）11月4日 - 鉄道免許状下付（可児郡中村-同郡御嵩町間）[49]
- 1930年（昭和5年）
  - 2月16日 - 国鉄広見駅の共同使用をやめ、名古屋鉄道と共に新広見駅として独立
  - 4月30日 伏見口 - 兼山間が開業[50]
  - 10月1日 - 兼山 - 八百津間が開業[51]
- 1942年（昭和17年）2月 - 死去した平井信四郎にかわり鈴木朝太郎が社長就任[27]。
- 1943年（昭和18年）3月1日 - 名古屋鉄道に合併され、東美線となる
- 1948年（昭和23年）5月16日 - 名古屋鉄道 東美線の新広見 - 御嵩間を広見線に編入。伏見口 - 八百津間は八百津線となる

## 輸送・収支実績

### 東濃鉄道
| 年度 | 乗客（人） | 貨物量（トン） | 営業収入（円） | 営業費（円） | 益金（円） | その他益金（円）         | その他損金（円） | 支払利子（円） | 政府補助金（円） |
| ---- | ---------- | -------------- | -------------- | ------------ | ---------- | ------------------------ | ---------------- | -------------- | ---------------- |
| 1918 | 32,120     | 10,255         | 8,873          | 4,929        | 3,944      |                          | 1,012            |                |                  |
| 1919 | 153,508    | 8,083          | 44,332         | 26,921       | 17,411     | 13                       |                  | 650            | 3,314            |
| 1920 | 199,919    | 6,602          | 72,579         | 46,562       | 26,017     |                          |                  | 544            |                  |
| 1921 | 249,010    | 12,974         | 103,785        | 44,817       | 58,968     |                          |                  |                |                  |
| 1922 | 240,478    | 13,614         | 103,626        | 53,129       | 50,497     |                          |                  |                |                  |
| 1923 | 252,984    | 12,882         | 103,069        | 50,784       | 52,285     | 自動車2,837              | 自動車3,283      |                |                  |
| 1924 | 220,762    | 11,702         | 93,764         | 47,678       | 46,086     | 自動車23                 |                  |                |                  |
| 1925 | 212,784    | 13,306         | 91,226         | 44,559       | 46,667     | 自動車8、準備金繰入1,080 | 償却金600        |                |                  |
| 1926 | 93,009     | 5,987          | 39,793         | 25,115       | 14,678     | 自動車33                 |                  |                |                  |

### 東美鉄道
| 年度 | 乗客（人） | 貨物量（トン） | 営業収入（円） | 営業費（円） | 益金（円） | その他益金（円） | その他損金（円）              | 支払利子（円） | 政府補助金（円） |
| ---- | ---------- | -------------- | -------------- | ------------ | ---------- | ---------------- | ----------------------------- | -------------- | ---------------- |
| 1926 | 63,511     | 3,818          | 24,635         | 15,888       | 8,747      |                  | 自動車435                     |                |                  |
| 1927 | 129,640    | 9,652          | 49,795         | 30,904       | 18,891     |                  | 自動車236                     |                |                  |
| 1928 | 177,440    | 6,875          | 45,096         | 25,754       | 19,342     |                  | 雑損700、自動車693            |                |                  |
| 1929 | 215,665    | 9,620          | 37,424         | 25,405       | 12,019     |                  | 雑損500、自動車1,570          | 351            | 18,083           |
| 1930 | 266,478    | 7,813          | 47,946         | 31,904       | 16,042     |                  | 雑損1,292、自動車1,514        | 10,062         | 7,834            |
| 1931 | 277,043    | 6,939          | 53,996         | 30,409       | 23,587     | 自動車温泉704    | 雑損2,648、償却金1,834        | 17,391         |                  |
| 1932 | 249,371    | 7,154          | 52,185         | 30,449       | 21,736     |                  | 雑損28,189、自動車3,100       | 15,573         | 25,168           |
| 1933 | 259,800    | 8,042          | 52,586         | 29,862       | 22,724     |                  | 雑損償却金32,710、自動車1,246 | 13,285         | 24,208           |
| 1934 | 256,927    | 6,444          | 51,548         | 28,949       | 22,599     |                  | 雑損償却金36,526、自動車518   | 10,144         | 24,203           |
| 1935 | 282,897    | 5,691          | 53,372         | 28,655       | 24,717     | 自動車その他953  | 償却金41,150                  | 8,214          | 23,623           |
| 1936 | 296,660    | 5,814          | 58,693         | 28,773       | 29,920     |                  | 雑損償却金39,631、自動車6,466 | 5,555          | 21,844           |
| 1937 | 305,483    | 5,290          | 61,629         | 29,074       | 32,555     |                  | 雑損償却金33,565、自動車5,670 | 3,315          | 10,001           |
| 1939 | 428,165    | 22,276         | 101,223        | 53,894       | 47,329     | 自動車温泉4,272  | 雑損償却金23,476              | 165            | 17,612           |

- 鉄道院鉄道統計資料、鉄道省鉄道統計資料、鉄道統計資料、鉄道統計各年度版

## 兼営事業
東濃鉄道時代より自動車輸送業（バス事業）を営んでおり、東美鉄道時代の1934年時点で13路線を運営していた（使用車両は常用5両、予備2両）。
このほか、鬼岩温泉の温泉旅館業や石材採取業も手掛けていた。

## 車両

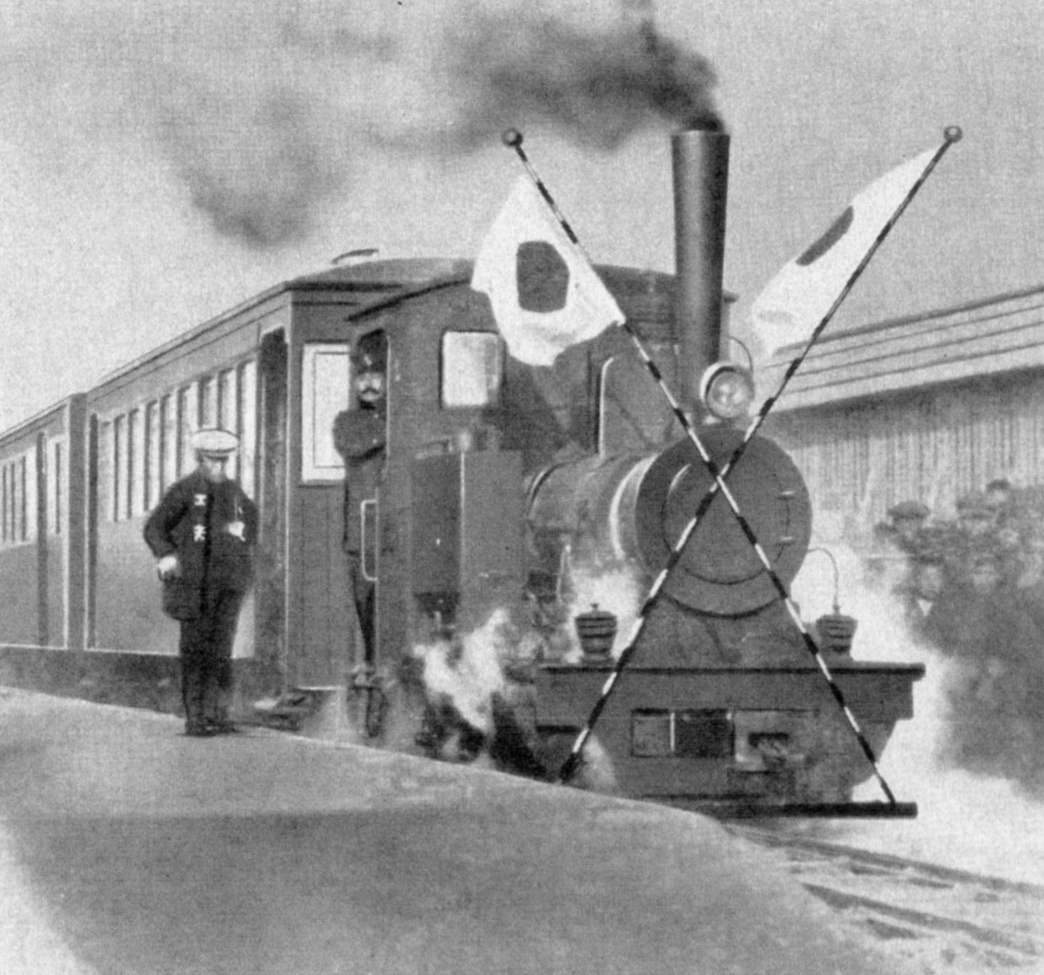
A形蒸気機関車

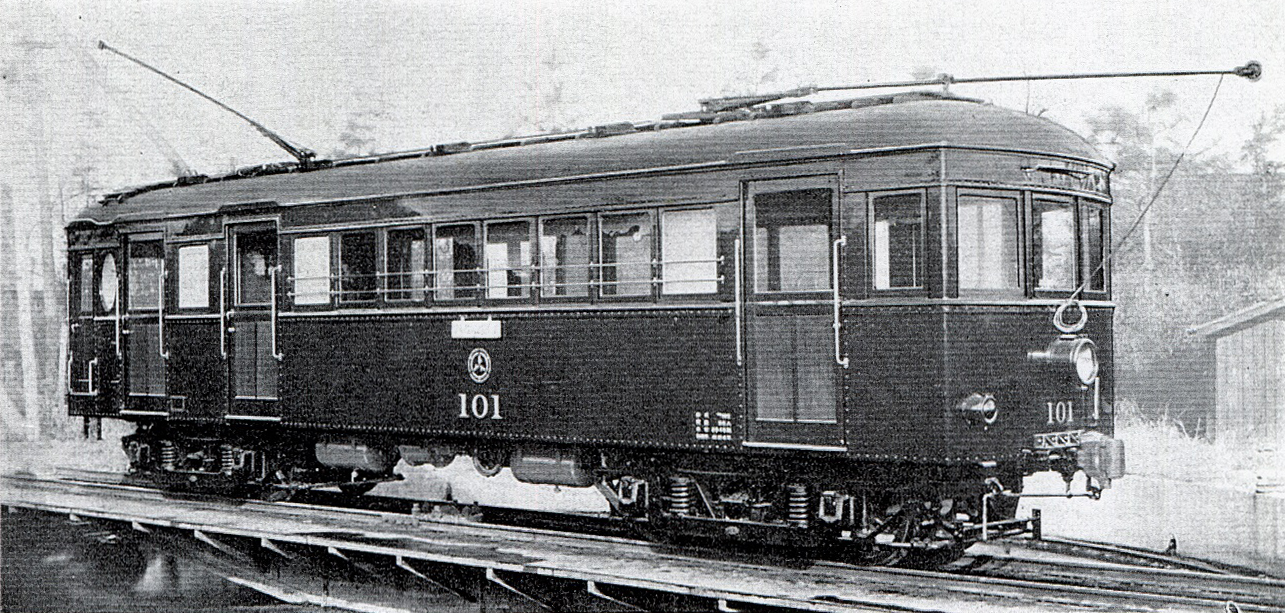
デボ100形電車

### 軽便鉄道時代
国有化時には、蒸気機関車4両、客車7両、貨車14両が在籍したが、国有化の対象となったのは蒸気機関車2両、客車3両、貨車13両であった。
- 蒸気機関車
  - A形（1, 2） - 1918年、大日本軌道鉄工部製造。車軸配置0-4-0(B)のタンク機関車。国有化後、ケ90形（ケ90, ケ91）
  - B形（3） - 1909年、独オーレンシュタイン・ウント・コッペル製造。車軸配置0-4-0(B)のタンク機関車。1920年に石川鉄道3を譲り受けたもの。国有化の対象とはならなかった。
  - C形（4） - 1922年、米バルカン・アイアン・ワークス製造。車軸配置0-6-0(C)のタンク機関車。国有化の対象とはならなかった。
- 客車
  - 甲形（ハ2 → ハ1） - 1918年、開業時に用意された名古屋電車製作所製のボギー三等車。1919年にハ1に改番。国有化後は、ケホ（ケホハ）360形 で、1928年の改番ではケコハ360形となった。
  - 甲形（ハニ1 → ハニ2） - 1918年、開業時に用意された名古屋電車製作所製造のボギー三等荷物車。1919年にハニ2に改番。国有化後はケホ（ケホハニ）830形、1928年の改番ではケコハニ830形となった。
  - 甲形（ハニ3） - 1920年、御嵩延伸時に用意された加藤製作所製のボギー三等荷物車。国有化後はケホハニ840形、1928年の改番ではケコハニ840形となった。
  - 甲形（ハ4） - 1920年に加藤製作所で製造されたハ1同等のボギー三等車。国有化の対象にはならなかった。
  - ハ5 - 1921年、石川鉄道4を譲受。詳細不明。国有化の対象にはならなかった。
  - ホハ6 - 1922年竣工認可。詳細不明。国有化の対象にはならなかった。
  - ホハニ7 - 1922年竣工認可。詳細不明。国有化の対象にはならなかった。
- 貨車
  - 乙形（ワ1, ワ2, ワ13, ワ14） - 1918年および1920年に各2両、計4両が製造された、4トン積み二軸有蓋貨車。国有化後は、ケワ1550形、1928年の改番ではケワ150形となり、旧魚沼鉄道の車両の続番とされた。
  - 乙形（ト3 - ト12） - 1918年の開業時に用意された、4トン積み二軸無蓋貨車。魚沼鉄道から譲り受けたもので、元は青梅鉄道が製造したものである。国有化後はケト750形、1928年の改番ではケト200形、旧魚沼鉄道の車両の続番とされた。

### 改軌電化後
- デ1形電車 (1 - 3)
1928年（昭和3年）9月に名岐鉄道よりデシ500形2両（537・538）を購入しデ1形（1・2）とした。その後八百津まで延伸開業した1930年（昭和5年）10月に510号を購入し3号とした[55]。
- デボ100形電車 (101, 102)
1930年、八百津延長時に日本車輌製造で新製した電車。